# Peperomia truncigaudens
Peperomia truncigaudens är en pepparväxtart som beskrevs av C. Dc.. Peperomia truncigaudens ingår i släktet peperomior, och familjen pepparväxter. Inga underarter finns listade i Catalogue of Life.